# Edouard Chafranski
Edouard Moïsseïevitch Chafranski (en russe : Эдуард Моисеевич Шафрáнский) est un guitariste classique et compositeur russe né le 16 octobre 1937 à Krasnoïarsk et mort le 18 décembre 2005 à Iekaterinbourg.

## Biographie
Edouard Chafranski est né dans la ville sibérienne de Krasnoïarsk et s’enthousiasme pour la musique dès son enfance.  De 1961 jusqu’à 1965 il fait ses études à l'École supérieure de musique Tchaïkovski à Sverdlovsk (aujourd’hui Iekaterinbourg), où il fonde l’ensemble pour musique ancienne Renaissance et le festival Soirées d’Avril. Durant ses dernières années, Chafranski compose plusieurs œuvres pour guitare seule. En 2002, lors d'un concert à Iekaterinbourg, il fait la connaissance de la guitariste autrichienne Johanna Beisteiner , qui dès lors interprète sa musique, comme Caravaggio oggi pour guitare seule, publié en DVD par le label discographique hongrois Gramy Records.

## Liste des œuvres pour guitare seule (incomplète)
- Requiem pour guitare seule (Première représentation mondiale: 24 septembre 2004, église St.-Blasius, Klein-Wien près de Furth bei Göttweig (Autriche)
- Caravaggio oggi ou Pensées sur une peinture de Caravage – Le Joueur de luth (Première représentation mondiale: 29 octobre 2007, Dom Aktyora, Iekaterinbourg, Russie)
- Nuit à Grenade (Première représentation mondiale: 29 octobre 2007, Dom Aktyora, Iekaterinbourg, Russie)
- Les quartiers vieux de l’Alanya (Première représentation mondiale: 18 mai 2009, Festival Bravo, Iekaterinbourg, Russie)
- Les chants du ressac (Première représentation mondiale: 18 mai 2009, Festival Bravo, Iekaterinbourg, Russie)

## Discographie
- Johanna Beisteiner: Live in Budapest (DVD, Gramy Records, 2010)[3] avec le clip vidéo Caravaggio oggi, musique de Edouard Chafranski. Exemple de Caravaggio oggi.

## Liens
- Liste des œuvres de Chafranski sur le site web de Johanna Beisteiner.
- (ru) Partitions et exemples des œuvres de Chafranski sur le site web de Boris Tarakanov